# Molluginaceae
Molluginaceae Bartl., 1825 è una famiglia di piante angiosperme dell'ordine Caryophyllales.

## Tassonomia
La famiglia comprende i seguenti generi:
- Adenogramma Rchb.
- Coelanthum E.Mey. ex Fenzl
- Glinus L.
- Hypertelis E.Mey. ex Fenzl
- Mollugo L.
- Paramollugo Thulin
- Pharnaceum L.
- Polpoda C.Presl
- Psammotropha Eckl. & Zeyh.
- Suessenguthiella Friedrich
- Trigastrotheca F.Muell.